# Nikolovo (distrikt i Bulgarien, Montana)
Nikolovo (bulgariska: Николово) är ett distrikt i Bulgarien.   Det ligger i kommunen Obsjtina Montana och regionen Montana, i den nordvästra delen av landet, 80 km norr om huvudstaden Sofia.
Trakten runt Nikolovo består till största delen av jordbruksmark. Runt Nikolovo är det ganska tätbefolkat, med 86 invånare per kvadratkilometer.